# 鈴木馬左也

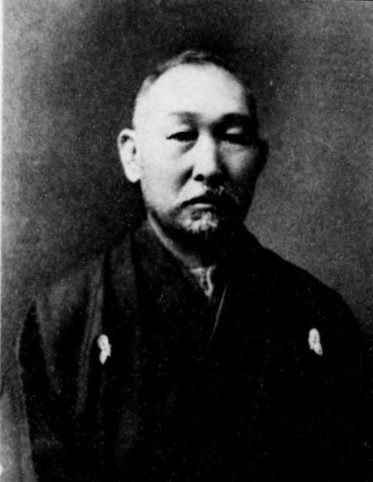
鈴木馬左也

鈴木 馬左也（すずき まさや、文久元年2月24日（1861年4月3日） - 大正11年（1922年）12月25日）は、第三代住友総理事である。

## 人物
文久元年（1861年）2月24日、高鍋藩家老の父秋月種節（たねよ）と久子の四男として、日向国高鍋（現・宮崎県児湯郡高鍋町）で生まれた。明治元年、母方の大叔父鈴木翔房（たかふさ）が七五歳で没し、その養子鈴木衞房（もりふさ）も戊辰戦争に加わり、27歳で戦死した。翌2年、馬左也は鈴木家再興のため、戦死した衞房の養子となり同家を継いだ。
明治9年に旧制宮崎中学校（現、宮崎県立宮崎大宮高等学校）を卒業し、同年金沢の啓明学校（現、金沢大学）へ入学したが翌年退学して、11年から東京帝国大学予備門に入学し明治20年、27歳で東京帝国大学を卒業すると内務省に入り、22年愛媛県書記官として赴任した。翌年別子銅山開坑200年祭に来賓として新居浜に招かれ、住友との最初の出会いをはたす。明治29年1896年、農商務省参事官を退官し、住友に入社、大阪本店の副支配人となる。
明治32年（1899年）別子鉱業所支配人となる。1904年、伊庭貞剛の別子大造林計画を継承し、当時珍しかった森林計画を策定。別子大水害後の復旧に努めた。大正6年（1917年）から北海道北見市から、宮崎県椎葉村まで山林事業を起こし、また朝鮮の国有林にまで植林を敢行。これは後の住友林業の源流となった。大正2年新居浜の煙害問題解決のひとつとして住友肥料製造所（現、住友化学）を開設した。明治37年（1904年）第三代総理事に就任。明治44年住友電線製造所（現、住友電工）を設立。明治45年には伸銅場（現、住友金属・住友軽金属）で継ぎ目なし鋼管の製造に着手し、海軍の復水管需要に応える。大正2年（1913年）住友肥料製造所（現住友化学）を設立し、同8年大阪の臨海工業地帯建設のために大阪北港（後の、住友土地工務）を設立した。さらに同年、別子鉱山の電源開発を目的に土佐吉野川水力電気（後の住友共同電力）、宮崎県の椎葉植林に関係して耳川の水利権を確保した。これらが現在の四国・九州電力発足の遠因となる。
大正7年（1918年）日米板硝子（現、日本板硝子）を設立、同9年（1920年）日本電気へ資本参加した。また大正10年（1921年）には住友本店を合資会社に改組するなど、住友の発展の大いに貢献した。墓所は文京区護国寺。

## 商社設立禁止宣言
住友には、戦前独立した商事部門がなかった。第一次世界大戦が勃発し、経済界は非常な好況期を迎え、大正7年（1918年）11月に休戦協定が成立した後も、輸出はますます活況を呈し、貿易商社は大きな収益を挙げたので、多数の商社が続々と設立され貿易に乗り出していった。鈴木は、大正8年（1919年）3月、戦後の欧米の状況視察に外遊したが、その不在中に住友総本店幹部の間に、三井、三菱の隆盛に圧倒されていた状況もあって、住友も時流に乗って商事貿易に進出すべきであるとの意見が強まり「他所製品取り扱いの件」と題する、いわゆる商事会社設立構想の起案文書まで用意して、総理事の帰国を待った。鈴木は欧米の視察を終えて帰途、大正9年（1920年）1月、上海に立ち寄った時、住友上海洋行（支店）の支配人が、商事会社を設立することの必要性を力説し総本店の空気を伝えた。しかし鈴木は、これに同意しなかったばかりか、帰国すると直ちに関係者を呼び出し、厳しく商事の禁止を申し渡し、さらに主管者会議の席上「住友は絶対に商事はやってはならぬ」と宣言した。これが大正9年（1920年）1月の「商社設立禁止宣言」であり、戦後、商社が開設されるまで、住友では商社開設が禁句になってしまった。三井・三菱が商いから身をたてたのに比較して、住友は別子銅山を中心に製造業で伸びてきた違いがあるのと、そもそも初代の住友政友が書き遺した『文殊院旨意書』に「人と物の仲介をするな」とあるため、商事部門に否定的だったためである。このため、昭和20年（1945年）に日本建設産業（現・住友商事）が設立されるまで、四半世紀ものあいだ住友では、商社開設はタブーとなった。
とはいえ大正期に「住友商事」が設立されていたならば第一次大戦終結後の恐慌によって損失を被った可能性が高く、他の財閥系商社（古河商事、久原商事、鈴木商店など）の経営破綻のケースを考えれば、鈴木の決断は妥当なものだったと評価する意見もある。

## 親族
- 父・秋月種節 ‐ 高鍋藩士[4]
- 兄 秋月左都夫（外交官）
- 妻・ヤス ‐ 品川氏章の長女[4]
- 長女・千穂（1890年生） ‐ 大谷正男の妻。大阪府立清水谷高等女学校出身。[4]
- 長男・愨太郞（かくたろう、1894年生） ‐ 大蔵省官僚。妻の隆子は志賀直温の娘で志賀直哉の異母妹。[5]
- 次女・由幾（1899年生） ‐ 中川路貞治（大阪チタニウム製造社長、明光證券社長）の妻。神戸高等女学校出身。[5]
- 四女・貞（1903年生） ‐ 中村四郎 (内務官僚)の妻。神戸高等女学校出身。[5]
- 三男・乾三（1905年生） ‐ 新聞記者。米国東部の学校を出てジャパン・タイムズ、朝日新聞に勤務、ニューヨーク在勤を経て外事部長となる。妻の昌子は兄と同じく志賀直温の娘で志賀直哉の異母妹。子の鈴木琢二は文芸春秋社の編集者。[6][7][8][9]
- 遠縁 鈴木定直（内務官僚）

## 関連
- 住友財閥
- 住吉村
- 阪神間モダニズム